# Концерн фабрика борбене технике
Концерн фабрика борбене технике (КФБТ) (хинд: आयुध निर्माणी बोर्ड; ИАСТ: Āyudh nirmāṇī borḍ) који се састоји од Индијских Фабрика Борбене технике (भारतीय आयुध निर्माणियाँ; Bhāratīya āyudh nirmāṇiyān) је индустријска организација, која ради под управом Одељења за Одбрамбену Производњу Министарства одбране, владе Индије. Бави се истраживањима, развојем, производњом, тестирањем, маркетингом и логистиком широког асортимана производа у областима ваздухопловства, копнених и поморских борбених система. КФБТ се састоји из 41 фабрике за производњу борбене технике, 9 института за обуку, три регионална маркетиншка центра и четири регионална контролна центра за безбедност, који су размештени широм земље.
КФБТ је највећа владина агенција на свету која ради у области производње, као и најстарија организација којом руководи Влада Индије. Запошљава укупно 164.000 радника. Често је називају “четвртом руком одбране” и “снагом која стоји иза оружаних снага” Индије. Налази се међу првих 50 произвођача војне опреме у свету. Укупна продаја овог предузећа достигла је 2,7 милијарди долара у периоду од 2011—2012. године. Сваке године се 18. март у Индији обележава као дан фабрике борбене технике.